# Saint-Martinien
Saint-Martinien település Franciaországban, Allier megyében. Lakosainak száma 595 fő (2022. január 1.). Saint-Martinien Archignat, Huriel, Lamaids, Quinssaines és Nouhant községekkel határos.

## Népesség
A település népessége az elmúlt években az alábbi módon változott:
| Lakosok száma | 525  | 474  | 533  | 594  | 629  | 618  | 602  | 594  | 592  | 595  |
|               | 1968 | 1982 | 1990 | 2006 | 2013 | 2015 | 2017 | 2019 | 2020 | 2022 |